# Biełaja Dubrowa
Biełaja Dubrowa (ros. Белая Дуброва) – wieś (dieriewnia) w Rosji, w obwodzie tiumeńskim, w rejonie niżnietawdińskim. W 2021 liczyła 203 mieszkańców.